# 히지카와정
히지카와정(肱川町)은 에히메현 난요지방에 있던 정이다. 히지카와강의 중류역에 위치하였다 2005년 1월 11일, 오슈시, 나가하마정, 가와베촌과 합병해 새롭게 오슈시가 되었다.

## 지리
에히메현의 중남부, 오슈시(구)의 남쪽에 접하고, 히지카와강의 중상류역에 속한다. 히지카와강 및 그 지류를 따라 약간의 평지가 열리며, 취락은 계류를 따라 평지와 단구 지대에 산재해 있는 계곡형 산촌이다.

## 역사
- 1889년 12월 15일 - 정촌제 시행에 의해 오타니촌, 우지카와촌이 성립하였다.
- 1951년 1월 1일 - 가와베촌이 분립해 다시 독립하였다.
- 1943년 4월 29일 - 가와베촌, 오타니촌, 우지카와촌이 합병해 히지카와촌이 신설되었다.
- 1959년 11월 3일 - 정으로 승격해 히지카와정이 탄생하였다
- 2005년 1월 11일 - 오슈시, 나가하마정, 가와베촌과 대등합병해 오슈시가 신설되었다.